# Boleslao III di Boemia
Boleslao III, soprannominato il Rosso (in ceco Ryšavý; per indicare "capelli rossi") o il Cieco, (Praga, 965 circa – 1037) fu duca di Boemia dal 999 al 1002 e di nuovo brevemente nel corso dell'anno 1003. Era membro della dinastia dei Přemyslidi. Era, secondo il cronista Tietmaro di Merseburg, il "campione delle peggiori empietà". Durante il suo caotico regno, la Boemia divenne una pedina nelle lunghe guerre tedesco-polacche tra il re Enrico II e il duca Boleslao I Chrobry.

## Biografia
Era il figlio maggiore del duca Boleslao II il Pio e, probabilmente, della sua prima moglie Adiva. Ereditò il trono di Boemia alla morte di suo padre nel 999. Boleslao III si rivelò essere un sovrano debole e presto entrò in un feroce conflitto ereditario contro i suoi fratelli minori Jaromír e Ulrico/Oldřich. Il primo venne evirato mentre il secondo riuscì a sfuggire a un tentativo di soffocarlo durante un bagno. Entrambi vennero espulsi dalla Boemia e si stabilirono alla corte bavarese di Enrico IV a Ratisbona, insieme alla madre Emma. Egli venne sottomesso e reso vassallo da Eccardo I di Meißen.
Nel 1002 una rivolta organizzata da nobili del clan rivale dei Vršovci (insieme al genero di Boleslao) lo costrinse a fuggire in Germania; qua fu accolto dal margravio Enrico I d'Austria. All'inizio Enrico I ordinò l'arresto del suo ospite a causa di una vecchia offesa, ma presto lo perdonò e promise il sostegno. Nel frattempo, il duca polacco Boleslao I installò sul trono boemo un parente di Boleslao, Clodoveo/Vladivoj; tuttavia questo era un alcolizzato e morì nel giro di un anno. Dopo la morte di Vladivoj nel 1003, i nobili boemi invitarono Jaromír e Oldřich a tornare dall'esilio. A loro volta, ciascuno di essi assunse successivamente il trono a Praga.
Il 9 febbraio 1003 Boleslao il Rosso fu riportato sul trono ducale con il sostegno armato del duca Boleslao di Polonia. I fratelli Jaromír e Oldřich fuggirono nuovamente in Germania e si misero sotto la protezione di Enrico II. Ben presto Boleslao minò la propria posizione ordinando un massacro di alcuni importanti nobili, i Vršovci, a Vyšehrad. Secondo il cronista Tietmaro di Merseburgo, Boleslao uccise suo genero con la propria spada colpendolo alla testa nei giorni di Quaresima.
I nobili sopravvissuti al massacro mandarono segretamente messaggeri a Boleslao di Polonia e lo incitarono a salvarli. Il duca polacco acconsentì volentieri e invitò il suo omonimo ceco a fargli visita nel suo castello (probabilmente a Cracovia). Lì, la notte dello stesso giorno in cui era arrivato, Boleslao il Rosso fu intrappolato, accecato e imprigionato. Non tornò più in Boemia, probabilmente morendo in cattività circa trenta anni dopo. Boleslao il Coraggioso rivendicò il trono ducale per sé, invase la Boemia il giorno dopo la cattura e l'accecamento di Boleslao III e prese Praga senza alcuna seria opposizione, nonostante il trono fosse rivendicato da Jaromír; governò come duca Boleslao IV per poco più di un anno. Rinunciò quindi alle sue pretese sul ducato di Boemia e fu sostituito da Jaromír, che, sostenuto da Enrico II, entrò attraverso le porte di Praga e nel 1004 ricevette il ducato di Boemia come feudo dalle mani del re tedesco.

## Ascendenza
|                        |   |                    | Genitori |  |  | Nonni |  |  | Bisnonni              |  |  | Trisnonni           |  |
|                        |   |                    |          |  |  |       |  |  | Vratislao I di Boemia |  |  | Bořivoj I di Boemia |  |
|                        |   |                    |          |  |  |       |  |  | Vratislao I di Boemia |  |  | Bořivoj I di Boemia |  |
|                        |   | Ludmilla di Boemia |          |  |  |       |  |  | Vratislao I di Boemia |  |  |                     |  |
| Boleslao I di Boemia   |   |                    |          |  |  |       |  |  | Vratislao I di Boemia |  |  |                     |  |
|                        |   | Drahomira          | …        |  |  |       |  |  |                       |  |  |                     |  |
|                        |   | Drahomira          | …        |  |  |       |  |  |                       |  |  |                     |  |
|                        |   | Drahomira          | …        |  |  |       |  |  |                       |  |  |                     |  |
| Boleslao II di Boemia  |   | Drahomira          |          |  |  |       |  |  |                       |  |  |                     |  |
|                        |   | …                  | …        |  |  |       |  |  |                       |  |  |                     |  |
|                        |   | …                  | …        |  |  |       |  |  |                       |  |  |                     |  |
|                        |   | …                  | …        |  |  |       |  |  |                       |  |  |                     |  |
| Biagota                |   | …                  |          |  |  |       |  |  |                       |  |  |                     |  |
|                        |   | …                  | …        |  |  |       |  |  |                       |  |  |                     |  |
|                        |   | …                  | …        |  |  |       |  |  |                       |  |  |                     |  |
|                        |   | …                  | …        |  |  |       |  |  |                       |  |  |                     |  |
| Boleslao III di Boemia |   | …                  |          |  |  |       |  |  |                       |  |  |                     |  |
|                        | … | …                  |          |  |  |       |  |  |                       |  |  |                     |  |
|                        | … | …                  |          |  |  |       |  |  |                       |  |  |                     |  |
|                        | … | …                  |          |  |  |       |  |  |                       |  |  |                     |  |
| …                      | … |                    |          |  |  |       |  |  |                       |  |  |                     |  |
|                        |   | …                  | …        |  |  |       |  |  |                       |  |  |                     |  |
|                        |   | …                  | …        |  |  |       |  |  |                       |  |  |                     |  |
|                        |   | …                  | …        |  |  |       |  |  |                       |  |  |                     |  |
| Adiva                  |   | …                  |          |  |  |       |  |  |                       |  |  |                     |  |
|                        |   | …                  | …        |  |  |       |  |  |                       |  |  |                     |  |
|                        |   | …                  | …        |  |  |       |  |  |                       |  |  |                     |  |
|                        |   | …                  | …        |  |  |       |  |  |                       |  |  |                     |  |
| …                      |   | …                  |          |  |  |       |  |  |                       |  |  |                     |  |
|                        |   | …                  | …        |  |  |       |  |  |                       |  |  |                     |  |
|                        |   | …                  | …        |  |  |       |  |  |                       |  |  |                     |  |
|                        |   | …                  | …        |  |  |       |  |  |                       |  |  |                     |  |
|                        |   | …                  |          |  |  |       |  |  |                       |  |  |                     |  |